# Sankt Josefs kyrka
Sankt Josefs kyrka är en kyrka i Köpings centrala delar. Den tillhör Vår Frus katolska församling, Västerås.